# Масима, Хиро
Хиро Масима (яп. 真島 ヒロ Масима Хиро) — японский мангака. Родился 3 мая 1977 года в Нагано. Стал известен благодаря работе Rave Master. За другое своё произведение, Fairy Tail, в 2009 году получил премию издательства «Коданся» в категории «лучшая сёнэн-манга».
В 2008 году как почётный гость принял участие в фестивале San Diego Comic-Con International. Растит дочь.
В 2011 году в журнале Nikkei Entertainment был опубликован рейтинг наиболее коммерчески успешных мангак современности. Масима занял в рейтинге четвёртое место.

## Работы

### Завершённые
- Magician (1998, один выпуск) — дебютная работа.

- Rave Master (1998–2005)
- Plue’s Dog Diaries (2002–2007)
- Mashima-en (2003)
- Fairy Tail (издавалась в Weekly Shonen Magazine в 2006–2017 гг, 545 глав)
- Monster Soul (2006–2007)
- Monster Hunter Orage (2008–2009)
- Nishikaze to Taiyou (2010)
- Starbiter Satsuki (2015)
- Hero’s (2019, 11 глав)

### Текущие
- Edens Zero (2018–2024)

### Другие
- Игра Sangokushi Taisen — иллюстратор карточек.
- Манга Fairy Tail: 100 Years Quest — сценарист/раскадровщик.